# Srebrna lisica
Srebrna lisica (latinski: Vulpes vulpes argenteus) varijetet je lisice tamnosiva do crna krzna koje je vrlo cijenjeno u industriji krzna, pa se ona uzgaja na farmama krznaša.

## Vanjske poveznice
- The Domestic fox
- Fox Domestication: website from Cornell University with detailed information (videos and articles)
- Article in The New York Times
- Nice Rats, Nasty Rats: Maybe It's All in the Genes, New York Times
- CBBC News Article
- My Little Zebra – New Scientist article
- The Fox Farm Experiment  Arhivirana inačica izvorne stranice od 15. veljače 2010. (Wayback Machine), American Scientist
- "New Nice" WNYC RadioLab Story; contains audio, video, interviews, and other links. (Public Radio)
- Soviet Scientist Turns Foxes Into Puppies  Arhivirana inačica izvorne stranice od 15. studenoga 2018. (Wayback Machine)
- Horizon S48E08 (2010): The Secret Life of the Dog – BBC
- Explorer: How Man Tamed the Wild – National Geographic
- "Silver Fox Farm" (Denver, Colorado), British Pathé film (Part of a "Walter Futter's Curiosities" film), 1930.